# Sant Fermí de Flaçà
Sant Fermí de Flaçà és una ermita de Flaçà (Gironès) inclosa a l'Inventari del Patrimoni Arquitectònic de Catalunya.

## Descripció
És un edifici de planta rectangular amb absis. A la façana principal, rematada per un campanar d'espadanya, s'hi obre la porta d'entrada amb marc de pedra i llinda plana, en la qual hi ha esculpida la data de 1579 i un dibuix amb tres creus representant un calvari.
En aquesta façana hi ha adossat un porxo a dues aigües amb cairats i sostinguda per tres columnes de carreus de pedra amb basament i capitell molt senzills. Sobre la porta d'entrada hi ha fornícula, amb un arc de mig punt, que conté una imatge mutilada de fusta del sant.

## Història
Des de fa segles a Flaçà es venera la imatge de Sant Fermí, patró de Pamplona. Fou tant important aquesta devoció el 10 de desembre de 1678, segons s'explica en una crònica que es guarda a l'Arxiu Parroquial, arribaren a Flaçà algunes relíquies regalades pel municipi de Pamplona. Aquestes relíquies van desaparèixer l'any 1936.
L'any 1945 l'arquitecte Pere Benavent de Barberà i Albelló, directori i gerent en aquells moments de la Paperera Torras, realitzà una important reforma a la capella, allargant-la pel cantó de l'abscís. Aquestes obres es realitzaren paral·lelament a la construcció de la Colònia, per adaptar l'antiga ermita a les noves necessitats.